# The Year of Yes
The Year of Yes, stilisierte Schreibweise The year of „Yes“, ist ein Mini-Album der südkoreanischen Girlgroup Twice. Es erschien am 12. Dezember 2018 und ist eine Wiederveröffentlichung seines Vorgängers Yes or Yes.

## Hintergrund
Am 2. Dezember 2018 gab JYP Entertainment die Wiederveröffentlichung des Albums Yes or Yes bekannt, dass erst vier Wochen vorher erschienen war. In der Mitteilung wurde der Name des Albums, The Year of Yes, und der neuen Single, The Best Thing I Ever Did, genannt. Als Datum der Veröffentlichung wurde der 12. Dezember 2018 angegeben. An den folgenden Tagen wurden weitere Details zum neuen Album veröffentlicht. Der Titelliste war zu entnehmen, dass The Year of Yes, neben den bereits veröffentlichten Titeln des Vorgängers und der neuen Single, auch die koreanische Version des in Japan veröffentlichten Titels Be as One enthalten sollte.

## Titelliste
| Nr.          | Titel                     | Text                                                 | Musik | Länge |
| ------------ | ------------------------- | ---------------------------------------------------- | --- | ----- |
| 1.           | The Best Thing I Ever Did | J.Y. Park „The Asiansoul“, Jimin Park, Jinli         | J.Y. Park „The Asiansoul“, Jimin Park, Jinli, Glory Face, Sophia Pae, Yi Woo Min „collapsedone“, Justin Reinstein | 3:30  |
| 2.           | Be as ONE (Korean ver.)   | Lee Ha-jin, Choi Hyun-joon, Kim Sung-soo, Risa Horie | Choi Hyun-joon, Kim Sung-soo                                                                                      | 3:47  |
| 3.           | Yes or Yes                | Sim Eun-jee                                          | David Amber, Andy Love                                                                                            | 3:59  |
| 4.           | Say You Love Me           | Sophia Pae, Secret Weapon                            | Sophia Pae, Secret Weapon                                                                                         | 3:34  |
| 5.           | LaLaLa                    | Jeongyeon                                            | Albi Albertsson, Akina Ingold                                                                                     | 3:08  |
| 6.           | Young & Wild              | Chaeyoung, Kim Hyun-yoo                              | Kim Petras, CJ Abraham, MkX                                                                                       | 3:03  |
| 7.           | Sunset                    | Jihyo                                                | Maria Marcus, Lisa Desmond, Fast Lane, Secret Weapon                                                              | 3:44  |
| 8.           | After Moon                | Iggy (Oreo), C-no (Oreo), Woong Kim (Oreo)           | Iggy (Oreo), C-no (Oreo), Woong Kim (Oreo)                                                                        | 3:25  |
| 9.           | BDZ (Korean ver.)         | J.Y. Park „The Asiansoul“                            | J.Y. Park „The Asiansoul“                                                                                         | 3:16  |
| Gesamtlänge: | Gesamtlänge:              | Gesamtlänge:                                         | Gesamtlänge: | 30:26 |

## Chartplatzierungen
| ChartsChartplatzierungen | Höchstplatzierung | Wochen |
| ------------------------ | ----------------- | ------ |
| Japan (Oricon)           | 3 (10 Wo.)        | 10     |
| Südkorea (KMCA)          | 2 (45 Wo.)        | 45     |

| ChartsJahrescharts (2018) | Platzierung |
| ------------------------- | ----------- |
| Südkorea (KMCA)           | 23          |

## Auszeichnungen für Musikverkäufe
| Land/Region     | Auszeichnungen für Musikverkäufe (Land/Region, Auszeichnung, Verkäufe) | Verkäufe |
| --------------- | ---------------------------------------------------------------------- | -------- |
| Südkorea (KMCA) | Platin                                                                 | 250.000  |
| Insgesamt       | 1× Platin ·                                                            | 250.000  |

Hauptartikel: Twice/Diskografie